# 人类的群星闪耀时
《人類群星閃耀時》（德語：Sternstunden der Menschheit）是由奧地利猶太裔作家斯蒂芬·茨威格創作的一部歷史傳記文集。 此作品并非以歷史分析的口吻敘述，而是以浪漫化的文法，將歷史上著名的事件重新演繹。茨威格在本書序言中寫到：“在這本書中，我們將在不同時代和領域裏回顧那些宛若星辰般永遠散射光芒，普照暫時黑暗歷史夜晚的群星閃耀的時刻”。在1927年底，即茨威格生前发行的初版中收录五篇文章，在1943年德文版又有七篇文章收錄在内。如果考慮到英文版1940年收錄的兩篇，則共有十四篇文章。其中描述俄國文化托爾斯泰和陀思妥耶夫斯基的文章分別以詩歌和劇作形式描繪。

## 文章標題與收錄
1. 滑铁卢的一分钟（德語：Die Weltminute von Waterloo）：拿破仑兵败滑铁卢
2. 玛丽安巴德挽歌（德語：Die Marienbader Elegie）：歌德创作《玛丽安巴德挽歌》
3. 黄金国的发现（德語：Die Entdeckung Eldorados）：约翰·苏特尔在新埃尔韦西亚（Nueva Helvecia）发现了黄金，掀起了加利福尼亚淘金潮
4. 英雄时刻（德語：Heroischer Augenblick）：处决陀思妥耶夫斯基
5. 为南极而战（德語：Der Kampf um den Südpol）：罗伯特·斯科特和他的探险队来到南极时发现罗尔德·亚孟森和他的队伍已经先于他们完成了这一壮举
6. 逃往永生（德語：Flucht in die Unsterblichkeit）：巴尔沃亚发现太平洋
7. 征服拜占庭（德語：Die Eroberung von Byzanz）：作为拜占庭帝国最后的残余，君士坦丁堡沦陷于奥斯曼人之手
8. 亨德尔的复活（德語：Georg Friedrich Händels Auferstehung）：亨德尔恢复状态并创作出《弥赛亚》
9. 天才的一夜（德語：Das Genie einer Nacht）：鲁日·德·李尔创作《马赛曲》
10. 跨过大洋的通信（德語：Das erste Wort über den Ozean）：赛卢斯·韦斯特·菲尔德建立了第一条跨洋电缆
11. 逃向蒼天（德語：Die Flucht zu Gott）：为创作《光在黑暗中发亮》，列夫·托尔斯泰的额外之举
12. 密封列车（德語：Der versiegelte Zug）：列宁搭乘由同盟国授权的火车回国开展俄国革命
13. 西塞罗（德語：Cicero）：西塞罗
14. 威尔逊的失败（德語：Wilson versagt）：美国总统伍德罗·威尔逊